# Riesen-Tigersalmler
Der Riesen-Tigersalmler (Hydrocynus goliath, Syn.: Hydrocynus vittiger, Hydrocyon vittiger), auch Riesen-Tigerfisch, Goliath-Tigersalmler oder Wasserhund (Englisch: Giant tigerfish) ist ein Süßwasserfisch und die größte Art aus der Familie der Afrikanischen Salmler (Alestidae).

## Verbreitung
Der Riesen-Tigersalmler ist im west- und zentralafrikanischen Kongobecken einschließlich des Flusses Lualaba, dem Upembasee und dem Tanganjikasee verbreitet, fehlt aber in allen anderen Stromsystemen des Kontinentes.

## Merkmale

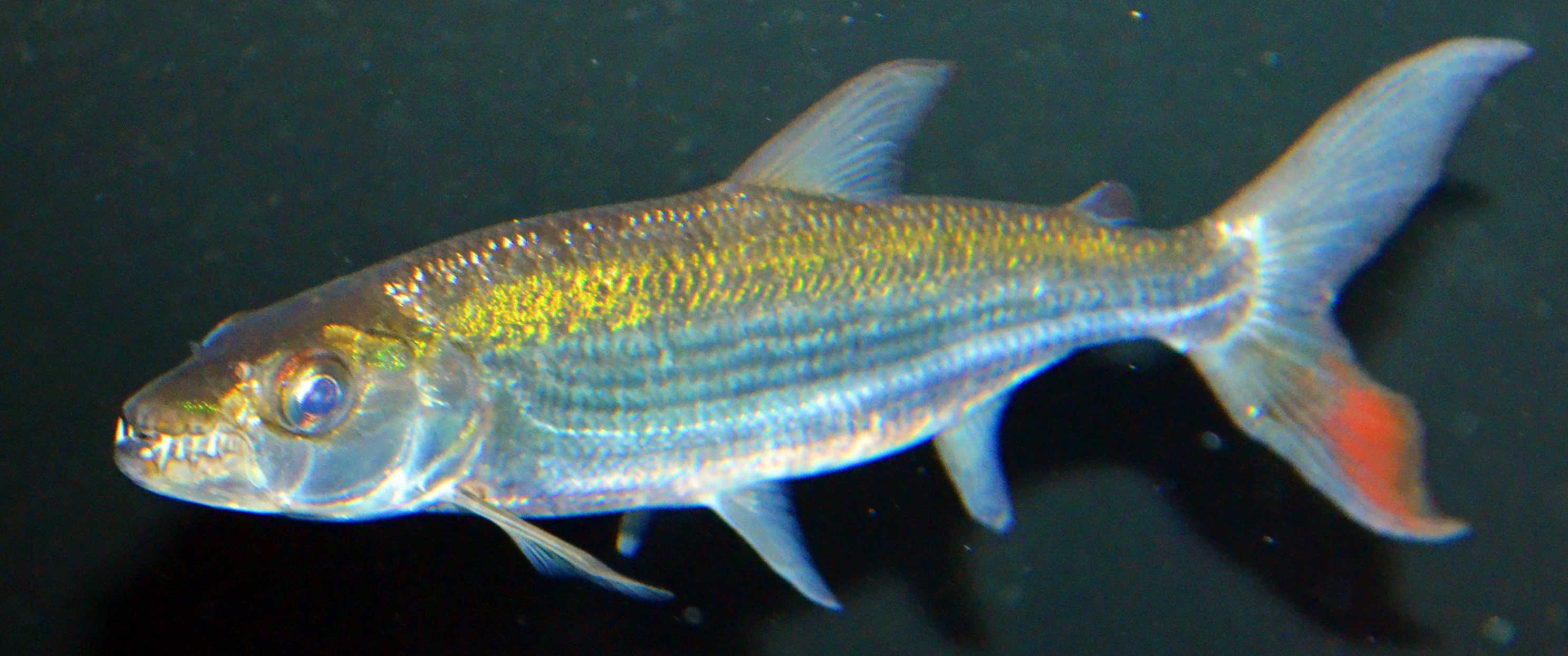
Riesen-Tigersalmler, Jungtier

Bei Riesen-Tigersalmlern handelt es sich um langgestreckte, kräftige Fische von spindelförmiger Gestalt. Der Kopf ist groß und kräftig. Die Schwanzflosse ist groß, tief gegabelt und mit einem sehr kräftigen Schwanzstiel. Im subadulten Stadium sind die Tiere eher langgestreckt mit einer rötlichen Färbung des unteren Caudallappens (Schwanzlappen), welche bis zum adulten Stadium verschwindet. Außerdem werden sie mit dem Alter immer hochrückiger. Längsstreifen, die für andere Tigerfischarten typisch sind, sind nur sehr schwach ausgeprägt oder fehlen ganz. Es sind keine sichtbaren Geschlechtsunterschiede bekannt. Erreicht werden Längen von weit über einem Meter und mehreren Dutzend Kilogramm Gewicht. Es gibt auch nicht belegte Berichte von Exemplaren mit 180 cm Länge. Das auffälligste Merkmal ist wohl ihr furchterregendes Gebiss, denn das endständige und tief gespaltene Maul ist dicht mit großen nadelspitzen, ineinandergreifenden Zähnen besetzt. In ihrer Form sind die Zähne dreieckig mit rasiermesserscharfen Kanten. Ein weiteres sehr interessantes Merkmal ist ihr zweites Gelenk im Oberkiefer, wodurch die Fische ihr Maul noch bedeutend weiter öffnen können.

## Lebensweise
Als aktive Hetzjäger halten sie sich meist in starker Strömung auf. Da sie meistens in sehr trübem Wasser leben, besitzen sie eine gut entwickelte Seitenlinie, die ihnen den Beutefang erleichtert. Sie leben ausschließlich piscivor und schnappen auch nach auffällig großen Beutefischen, aus denen sie mit ihrem Gebiss Stücke herausreißen können. In der Regel wird allerdings Beute bevorzugt, welche im Ganzen verschlungen werden kann. Größere Exemplare scheinen einzelgängerisch zu leben, während sich die Jungtiere in kleineren Gruppen zusammenfinden.

## Hydrocynus goliathund der Mensch

### Angriffe auf Menschen
Es wurde von mehreren Attacken durch den Riesen-Tigersalmler auf Menschen berichtet, wobei die Tiere mitunter auch aus dem Wasser sprangen. Sie scheinen aggressiv auf Plätschern im Wasser und glitzernde Gegenstände zu reagieren.

### Wirtschaftliche Bedeutung
Der Riesen-Tigersalmler gilt als guter Speisefisch und wird als solcher lokal genutzt. Aufgrund seiner Erscheinung und seiner Kampfstärke ist er außerdem eine beliebte Beute im Angelsport. Es werden hierfür mitunter eigens Angelreisen an den Kongo angeboten.

### Aquarienhaltung
Einige wenige Aquarianer halten Riesen-Tigersalmler in größeren Becken. Die Wasserwerte sind für die Pflege nur von untergeordneter Bedeutung. Nicht zu kaltes, sauerstoffreiches Wasser mit möglichst starker Strömung ist wichtig. Eine gute Filterung und regelmäßiger Wasserwechsel sind nötig, da größere Nitratmengen nicht so gut vertragen werden. Tigerfische reagieren sehr empfindlich auf Medikamente mit Farbstoffzusatz, daher ist bei Befall mit Ektoparasiten besser mit jodfreiem Kochsalz und Temperaturerhöhung zu behandeln. Aufgrund der erreichbaren Körpergröße eignen sich für die Haltung dieser agilen schwimmfreudigen Räuber nur entsprechend große Aquarien. Viel freier Schwimmraum und auch einige geräumige Unterstände sind nicht unwichtig. Vorsicht ist beim Hantieren im Becken mit größeren Exemplaren geboten. Da die Tiere sehr schnell zubeißen können, ist eine Futterpinzette o. ä. unerlässlich. Eine Zucht im Aquarium ist bisher nicht gelungen.